# Ісак Бергманн Йоуганнессон
Заголовок цієї статті — це ісландське ім'я, де Ісак — особове ім'я, а Йоуганнессон — ім'я по батькові.  
Ісак Бергманн Йоуганнессон (ісл. Ísak Bergmann Jóhannesson, нар. 23 березня 2003, Бірмінгем, Велика Британія) — ісландський футболіст, півзахисник німецького клубу «Кельн» та національної збірної Ісландії.

## Клубна кар'єра
Ісак Бергманн Йоуганнессон народився у Бірмінгемі, Велика Британія, де на той момент у складі «Астон Вілли» грав його батько — професійний футболіст Йоуганн Гудйонссон. Грати у футбол Ісак Бергманн починав вже в Ісландії — у клубі «Акранес». У 2017 році він був на перегляді у нідерландському «Аяксі» та англійському «Брайтон енд Гоув Альбіон». У вересні 2018 року Ісак Бергманн зіграв свій перший матч на дорослому рівні у складі «Акранеса», який тоді тренував його батько.
На початку 2019 року Ісак Бергманн дав згоду на перехід до шведського клубу «Норрчепінг». У вересні 2019 року футболіст дебютував у Аллсвенскан. Перед початком сезону 2020 року Ісак Бергманн був названий найбільш перспективним гравцем ліги. А англійське видання «Ґардіан» внесло Ісака до списку 60-ти найбільш перспективних футболістів, що народилися у 2003 році.
1 вересня 2021 року приєднався до складу клубу Данської Суперліги «Копенгагена», підписавши контракт, розрахований до червня 2026 року.
Влітку 2025 року Ісак Бергманн приєднався до німецького клубу «Кельн», з яким підписав контракт до 2030 року.

## Збірна
Ісак Бергманн з 2018 року виступав за юнацькі збірні Ісландії. У листопаді 2020 року у матчі Ліги націй проти Англії він дебютував у складі національної збірної Ісландії у віці 17 років 240 днів і став п'ятим наймолодшим дебютантом в історії збірної Ісландії.

## Особисте життя
Ісак Бергманн походить із спортивної родини, де окрім батька професійного футболіста, також відношення до футболу має і мати Ісака. Його дідусі грали у футбол. Молодші брати займаються футболом у школі «Акранеса», а двоюрідний брат Олівер Стефанссон є гравцем «Норрчепінга».

## Титули і досягнення
- Чемпіон Данії (2):

«Копенгаген»: 2021-22, 2022-23
- Володар Кубка Данії (1):

«Копенгаген»: 2022-23